# Азиатско-Тихоокеанская организация по космическому сотрудничеству
Азиатско-Тихоокеанская организация по космическому сотрудничеству (англ. Asia-Pacific Space Cooperation Organization (APSCO)) — международная организация в области исследования и освоения космического пространства. Штаб-квартира организации находится в Пекине.
Членами APSCO являются Бангладеш, Иран, Китай, Монголия, Пакистан, Перу и Таиланд. Индонезия и Турция присоединились к соглашению о сотрудничестве. Представители Аргентины, Малайзии, России, Филиппин и Шри-Ланки присутствовали на церемонии подписания.
Заявленными целями организации являются:
- Развитие совместных космических программ среди государств-членов путём создания основы для сотрудничества в области мирного применения космической науки и техники;
- Принятие эффективных мер по оказанию помощи государствам-членам в таких областях, как технологические исследования и разработки, применения и подготовки кадров по разработке и реализации проектов освоения космоса;
- Содействие развитию сотрудничества, совместной разработки и обмену опытом между государствами-членами в области космической техники и её применения, а также в области космических исследований науки;
- Укрепление сотрудничества между соответствующими предприятиями и учреждениями государств-членов и содействие индустриализации космической техники и её приложений;
- Внесение вклада в мирное использование космического пространства в международной совместной деятельности в области космической техники и её приложений.